# Corolle
Corolle er et fransk legetøjsfirma, der blev stiftet i 1979, som producerer dukker og tilbehør. 
Deres dukker er kendetegnet ved deres vaniljeduft  og de mange etniciteter dukkerne laves i.
Corolle producerer dukker til flere alderstrin; både babydukker, hvoraf nogle er anatomisk korrekte, nogle kan tages med i bad (Tidoo), nogle er så små, at man kan have dem i hånden (Les Petits Classiques) og pigedukker, der ligner piger i 10-års alderen (Les Chéries).

## References
1. ↑  Lirum Larum Leg Corolle (...) har en mild duft af vanille .
2. ↑  Heather Corley. "Great Toddler Potty Training Products". Arkiveret fra originalen 6. oktober 2008. Hentet 28. november 2008.
3. ↑  "Tidoo Swimmer 30cm". Arkiveret fra originalen 20. oktober 2012. Hentet 18. maj 2011.